# Yelena Korobkina
Yelena Korobkina (Rusia, 25 de noviembre de 1990) es una atleta rusa especializada en la prueba de 3000 m, en la que consiguió ser campeona europea en pista cubierta en 2015.

## Carrera deportiva
En el Campeonato Europeo de Atletismo en Pista Cubierta de 2015 ganó la medalla de oro en los 3000 metros, con un tiempo de 8:47.62 segundos, por delante de la bielorrusa Sviatlana Kudzelich y la neerlandesa Maureen Koster (bronce).